# الذنبة (المفلحي)

تعديل مصدري - تعديل

الذنبة هي إحدى قرى عزلة المفلحي بمديرية المفلحي التابعة لمحافظة لحج، بلغ تعداد سكانها 226 نسمة حسب تعداد اليمن لعام 2004.